# Drekavac (mitologija)
Drekavac je biće iz mitologije[nedostaje izvor] Južnih Slavena. Vjerovanje o postojanju ovog bića rašireno je među stanovnicima u Srbiji (od Šumadije do Kosova), u Bosni i Hercegovini, u Hrvatskoj i u Crnoj Gori.

## Porijeklo i značenje naziva
Naziv ovog mitskog bića dolazi od glagola drečati (tj. vrištati). Riječ "drekavac" se u nekim krajevima koristi kao sinonim vezan za sove iz roda pravih sova (lat.: Strigidae). U nekim krajevima mogu se pronaći i drugi nazivi za drekavca, kao što su: drek, drekalo, krekavac, zdrekavac, zrikavac, ždrakavac i ždrekavac

## Opis drekavca

### Opis drekavca u mitologiji i narodnim predanjima
U mitologiji i narodnim predanjima postoji nekoliko različiti opisa drekavca koji variraju od kraja do kraja:
- Po jednom narodnom vjerovanju drekavac je biće slično vampiru,[2] koje je materijalna manifestacija umrlog, nekrštenog čovjeka (po nekim pričama mladog mladića), koji ne može naći svoj mir nakon smrti, pa izlazi noću iz svog groba i proganja one koji su mu zgriješili u životu. Također se u nekim krajevima vjeruje kako duše utopljenika, obješenih ljudi ili osoba koje su počinile samoubojstvo mogu postati drekavci, kao i osobe koje nisu sahranjene po pravilima tradicije;
- Po drugim predanjima, drekavac je duša umrlog, nekrštenog djeteta[2] koje ne može naći svoj mir nakon smrti (koje je umrlo u tijeku ili poslije poroda, a po nekim predanjima se radi i o abortiranom djetetu), pa izlazi noću iz svog groba i obilazi kuću svojih roditelja (ovaj opis gdje je drekavac opisan kao duša umrlog djeteta sliči drugim mitskim bićima: navu, jaudu i plakavcu);[2]
- Također, u nekim predanjima se spominje da je drekavac demonsko biće prekriveno dugim krznom po kome neprestano gazi i zbog toga dreči. Ovo biće ima sposobnost da mijenja svoj oblik;[1]
- U južnoj i istočnoj Srbiji drekavac je opisivan kao biće slično psu koji hoda na dvije noge;
- U okolini Maglaja se smatralo da su drekavci (tj. drekovi, kako ih ovdje nazivaju) duše poginulih vojnika koje nemaju mira na ovom svijetu zbog počinjenih grijeha, i zato noću lutaju od groblja do groblja plašeći ljude svojom drekom;[1]
- U okolini Kozarske Dubice se smatralo da je drekavac povampireni pokojnik koji noću izlazi iz svog groba, svijetli u mraku i da za sobom vuče bijeli ogrtač, tj. pokrov (Ovaj opis drekavca je veoma sličan opisu aveti);[1][7]
- U okolini Arilja se smatralo da je drekavac (tj. drekalo, kako ga ovdje nazivaju) biće s dugim nogama, dugim vratom i mačjom glavom;[1]
- U Sredečkoj Župi se smatralo da je drekavac biće s jednom nogom i očima koje svjetle kao lampa;[1][8]
- Na prostoru Dragačeva i u okolini Prijepolja i Lešaka se smatralo da je drekavac (tj. drek, kako ga ovdje nazivaju) prikaza koja se noću pokazivala u oblicima raznih životinja (npr. mačke, psa, ptice, šarenog ždrijebeta, itd.);[1][9]
- U Gruži se smatralo da je drekavac čupavo biće s izduženim, prugastim tijelom vretenastog oblika i s velikom glavom na tankom vratu, koje noću leti i dreči. Za ovo biće se smatralo da je to duša umrlog nekrštenog djeteta;[1]
- U okolini Bajine Bašte se smatralo da je drekavac čovjekoliko biće s kozjim nogama.[10]

Za drekavca se u predanjima spominje da se glasa zastrašujućim zvukovima (sličnim dječjem plaču, vučjem zavijanju, meketanju jarca, mijaukanju mačke ili kriještanju ptica) s kojima može da ogluvi osobu. Također se spominje da ima velike oštre nokte na prstima koji su slični kandžama. Drekavac se jako plaši dnevne svjetlosti i pasa, i jedino se može susresti noću dok se šeta po grobljima i šumama u periodu između ponoći i svitanja. Najčešće ga se može sresti u tijeku tzv. "nekrštenih dana" (tj. u dane od pravoslavnog Božića do Bogojavljenja) kad je najopasniji po ljude. Drekavac ne može biti uništen sve dok njegova duša ne nađe svoj mir. Drekavci prema narodnom vjerovanju naseljavaju jame, pećine, gore, šume, bare, rijeke i vrbake.
Prema predanjima drekavac napada ljude koji se kasno u noći zateknu u blizini groblja ili šume tako što im on skoči na leđa, tjera ih da ga nose na leđima i da hodaju po cijelu noć svuda naokolo sve dok se prvi pijetlovi ne oglase. Ako se žrtva ne pokori njegovim zahtjevima, drekavac je izgrebe i počupa svojim noktima. Kad se oglase prvi pijetlovi, drekavac svoju umornu i zbunjenu žrtvu odgurne pored puta ili šume, i ostavi je da ondje leži (Ovaj opis napada drekavca na ljude je vrlo sličan opisu napada karakondžule). Također u nekim krajevima se vjeruje da drekavci znaju napadati ljude koji se kasno u noći zateknu u blizini vodenica, bara, rijeka ili vrbaka, i da ih tamo odvlače u virove gdje ih dave (Ovaj opis napada drekavca na ljude je vrlo sličan opisu napada vodenjaka).
U nekim krajevima se vjeruje kako je drekavac vjesnik loših događaja, i da je sama njegova pojava i dreka najavljuje smrt neke osobe (kad se pojavljuje u ljudskom obliku) ili stoke (kad se pojavljuje u životinjskom obliku), izbijanje rata, požara ili pojavu smrtonosnih i zaraznih bolesti kod ljudi i stoke. U nekim krajevima se pak vjeruje da ako sjena drekavaca padne na neku osobu, da će ta osoba oboljeti od neke neizlječive bolesti i umrijeti. Također se vjeruje da drekavac ima sposobnost da se pojavi u snovima gdje proganja osobu koja ga sanja, a ponekad je zna i daviti u snu. Njime su se nekada plašila mala djeca, no kasnije su tu ulogu u narodnim predanjima preuzeli babaroga i bauk.

### Opis drekavca iz modernog doba
Opisi drekavca koji su se pojavili u modernom dobu se u mnogome razlikuju od opisa drekavca u južnoslavenskoj mitologiji i narodnim predanjima. Među opisima iz modernog doba su:
- Opis u kome je nalik na zvijer sličnu psu sa zmijolikom glavom, dugim očnjacima, dugim vratom, kožicama između prstiju, dugim zadnjim nogama sličnim nogama kod klokana, i s kožom bez dlake;[14]
- Opis u kome je nalik na zvijer sličnu psu koji je prekriven crnim ili sivim krznom;[15][16]
- Opis u kome je nalik na veliku čudnu noćnu pticu koja ispušta zastrašujuće krike i leti nečujno kroz zrak. Ovo biće ima velike oči i okruglu glavu s licem koje je slično dječjem s malim, širokim nosom;
- Opis u kome je nalik na biće koje ima tijelo mačke, dugi rep vjeverice i glavu pande;[17]
- Opis u kome je nalik na biće koje ima oštre kandže na prednjim nogama i izgleda kao mješavina vjeverice i lemura vrste Aj-aj;
- Opis u kome je nalik na biće koji izgleda kao mješavina zeca, mačke i psa.

## Kronologija susreta s ovim bićem i viđenja
- 9. prosinca 1992. godine u srbijanskim novinama "Večernje novosti" je objavljen članak u kom se navodi kako su seljaci iz mjesta Krvavica kod Kruševca pronašli raspadnute ostatke nepoznate životinje. Prema njihovim mišljenju radilo se o zdrekavcu (tj. drekavcu). Ta životinja je bila duga 80 centimetara, prekrivena s kožom bez dlake i sličila je psu. Imala je zmijoliku glavu s dugim očnjacima, dugi vrat, duge zadnje noge slične nogama kod klokana i kožice između prstiju;[14][18]
- Krajem 1990-ih godina u srbijanskim medijima se govorilo o tome kako se drekavac pojavio na obalama Srebrnog jezera u blizini Velikog Gradišta, i da tamo napada i plaši ljude;[19]
- 20. listopada 2003. godine u srbijanskim novinama "Glas javnost" je objavljen članak u kom se navodi kako je u Tometinom Polju, mjestu ispod Divčibara, nepoznata zvijer slična psu (za koju neki mještani sumnjaju da se radi o drekavcu) u periodu od dvije i po godine zaklala više od 200 ovaca. Također se navodi kako su se u tom kraju noću čuli nepoznati zastrašujući zvukovi;[15]
- 18. svibnja 2008. godine u srbijanskim novinama "Vesti" je objavljen članak u kom se navodi kako je u mjestu Salaš Noćajski, u blizini Srijemske Mitrovice, nepoznata zvijer u periodu od dva mjeseca zaklala više od 60 ovaca i koza, kao i više od 100 kokoški i druge peradi;[20]
- 6. prosinca 2009. godine u srbijanskim novinama "Pres" je objavljen članak u kom se navodi kako se drekavaci pojavili u mjestu Burovo kod Lazarevca. Prema opisu svjedoka ova bića imaju tijelo mačke, dugi rep vjeverice i glavu medvjeda pande;[17]
- 28. ožujka 2010. godine srbijanske novine "Vesti" su objavile članak u kom se navodi kako su seljani iz Poljanica kod Vranja ubili nepoznatu zvijer tešku, kako se navodno tvrdi 70 kilogram, za koju neki sumnjaju da se radi o drekavcu. Također se navodi da je ova zvjer napadala i ubijala stoku;[21]
- 13. svibnja 2011. godine u emisiji "Eksploziv" (na programu "TV Prva") je objavljen prilog u kom se navodi kako se u selu Svojnovo kod Paraćina noću čuju jezivi krici za koje neki mještani vjeruju da ih stvara drekavac. Također se navodi da su neki mještani u tijeku noću vidjeli neku nepoznatu veliku pticu;[22]
- 5. listopada 2011. godine u različitim novinama se pisalo kako se u okolini Drvara noću čuju jezivi krici za koje neki mještani vjeruju da ih stvara drekavac. Također se navodi da je u okolici viđeno nepoznato biće prekriveno crnim krznom, i da je jedan lokalni policajac navodno pucao u neku nepoznatu životinju;[23]
- 5. rujnu 2012. godine u srbijanskim novinama "Kurir" je objavljen članak u kom se navodi kako je u blizini mjesta Polača kod Knina pronađena raspadnuta prednja noga nepoznate životinje, koja je navodno sličila ljudskoj ruci prekrivenoj s tamnom dlakom. Prema mišljenju nekih ljudi radilo se o ruci od drekavca;[24]
- 30. rujna 2013. godine u različitim novinama se pisalo o tome kako se u zaseoku Kantari, u selu Gornja Dragotinja kod Prijedora, noću čuju jezivi krici za koje neki mještani vjeruju da ih stvara drekavac;[25]
- 27. ožujka 2014. godine u novinama "24 sata" je objavljen članak u kom se navodi kako se u mjestu Crnča kod Dervente, noću čuju jezivi krici za koje neki mještani vjeruju da ih stvara drekavac. Također se navodi da su neki mještani noću vidjeli neko nepoznato biće koje se kretalo na sve četiri noge;[26]
- 23. ožujka 2015. godine u srbijanskim novinama "Alo" je objavljen članak u kom se navodi kako se u mjestu Korićani kod Kragujevca, noću čuju jezivi krici za koje neki mještani vjeruju da ih stvara drekavac. Također se navodi da su neki mještani vidjeli neko nepoznato biće;[27]
- 16. listopada 2015. godine u srbijanskim novinama "Kurir" je objavljen članak u kom se navodi kako je u šumi na padini planine Kukavice kod Leskovca, nepoznata zvijer napala i ozlijedila dvoje ljudi. Također se navodi da je ta životinja ispuštala čudne krike;[28]
- 9. ožujka 2017. godine u novinama "Večernje novosti" je objavljen članak u kom se navodi kako je u selima Maglajani, Mrčevci i Petoševci u blizini Laktaša nepoznata zvijer, za koju mještani sumnjaju da se radi o drekavcu, zaklala nekoliko ovaca. Također se navodi da je ta zvijer provalila u jedan golubinjak u kom je ubila nekoliko golubova;[29]
- 8. svibnja 2018. godine u emisiji "Eksploziv" (na programu "TV Prva") je objavljen prilog u kom se navodi kako se u selu Vranovac kod Jagodine noću čuju jezivi krici za koje neki mještani vjeruju da ih stvara drekavac. Također se navodi da su neki mještani vidjeli neku nepoznatu životinju;[30]
- 20. rujna 2018. godine u srbijanskim novinama "Informer" je objavljen članak u kom se navodi kako je u okolini mjesta Debeljača pojavila nepoznata siva zvijer slična psu, za koju neki mještani sumnjaju da se radi o drekavcu. Također, uslikane su dvije fotografije na kojima se jasno vidi ova nepoznata zvijer;[16]

## Moguće objašnjenje ovog mitološkog bića
Iako nema dokaza o postojanju drekavca, postoji određen broj ljudi koji se i dalje plaše ovog mitološkog bića. Postoji nekoliko mogući objašnjenja ovog mitološkog bića.
Što se tiče nepoznati zvukova, koji se čuju noću, moguća objašnjenja su zvukovi koje proizvode:
- europska crvena lisica (lat.: Vulpes vulpes crucigera) - podvrsta crvene lisice koja nastanjuje područje Balkana;
- europski čagalj (lat.: Canis aureus moreoticus) - podvrsta zlatnog čagalja koja nastanjuje područje Balkana;
- kukuvija drijemalica (lat.: Tyto alba guttata) - podvrsta kukuvije koja nastanjuje područje Balkana;
- ili bukavac nebogled (lat.: Botaurus stellaris) - vrsta ptice koja nastanjuje područje Balkana;[32]

- 1. primjer glasanja europske crvene lisice
- 2. primjer glasanja europske crvene lisice
- primjer glasanja europskog čaglja
- primjer glasanja kukuvije

Što se tiče susreta s drekavcem i viđenjima moguće objašnjenje su:
- U slučajevima gdje je drekavac opisan kao zvijer slična psu su:
  - europska crvena lisica,
  - europski čagalj,[15]
  - ili križanac između psa i europskog čaglja;
- U slučaju opisa u kome je drekavac nalik na veliku, čudnu, noćnu pticu (koji se pojavio u selu Svojnovo) su mnoge vrste sovi koje nastanjuju područje Balkana, od kojih je najbliža ovom opisu kukuvija drijemalica;
- U slučaju raspadnutog trupla nepoznate životinje pronađenog u mjestu Krvavica se radilo o europskoj crvenoj lisici;
- U slučajevima u kojima je drekavac napadao i ubijao stoku se radilo o:
  - europskom čaglju,[15]
  - običnom risu (lat.: Lynx lynx) - vrsti risa koja nastanjuje područje Balkana,[15]
  - ili euroazijskom vuku (lat.: Canis lupus lupus) - podvrsti sivog vuka koja nastanjuje područje Balkana;[15]

- europska crvena lisica
- europska crvena lisica
- lubanja europske crvene lisice
- kostur europske crvene lisice
- kukuvija drijemalica
- kukuvija drijemalica
- kukuvija drijemalica u letu
- bukavac nebogled
- europski čagalj
- europski čagalj
- križanci između psa i europskog čaglja odstreljeni u Hrvatskoj 2015. godine
- jedan od križanaca između psa i europskog čaglja, odstreljeni u Hrvatskoj 2015. godine
- obični ris
- euroazijski vuk

## U popularnoj kulturi

### U književnosti
U književnosti se mogu pronaći neka djela u kojima se spominje drekavac. Tako se u djelima Branka Ćopića drekavac spominje u kratkoj priči "Hrabri Mita i drekavac iz rita" iz zbirke pripovjedka "U svijetu medvjeda i leptirova", u romanu "Orlovi rano lete" i u knjizi "Delije na Bihaću". Također drekavac se spominje knjizi Milovana Glišića pod nazivom "Pripovetke", u knjizi Danijela Jovanovića pod nazivom "Severna kapija: Duhovi prošlosti", u knjizi Ninoslava Mitrovića "Gluvo doba", u knjizi Milisava Popovića "Zaboravljena gora", i u romanu Žike Lazića "Armonikaš: šeboj protiv nevidovnih sila".

### U muzici
Rok-metal sastav Horor Piknik je objavio 2013. godine pjesmu pod imenom "Drekavac". Također mizički sastav S.A.R.S. je u sklopu svog albuma "Ikone pop kulture" (iz 2014. godine) objavio pjesmu pod imenom "Drekavac".

### U pozorišnim djelima
Drekavac se spominje u istoimenoj predstavi autorice Maje Todorović i u režiji Milene Pavlović.

### U filmovima i serijama
U kinematografiji drekavac se spominje u filmovima "Lijepa sela lijepo gore" i "Orlovi rano lete", i u kratkom horor filmu/mjuziklu hrvatskog režisera Ivana Mokrovića "Drekavac" iz 2014. godine. Također drekavac se spominje u 42. epizodi serije "Selo gori, a baba se češlja".
U japanskoj anime seriji "Lord Marksman and Vanadis" (jap.: 魔弾の王と戦姫 | Madan no Ō to Vanadīsu), baziranoj na istoimenom romanu japanskog autora Tsukasa Kawaguchi, se pojavljuje drekavac, koji je u ovoj seriji jedan od glavni antagonista. U seriji je prikazan kao niski starac s deformisanim licem u bijelom plaštu koji je ustvari besmrtni demon prerušen u starca.

### U društvenim igrama i u video-igrama
Drekavac se vrlo rijetko pojavljuje u društvenim igrama. Neki od tih slučajeva gdje se pojavljuje su:
- U kartaškoj igri "Izvori magije", gdje postoji nekoliko karata na kojima se pojavljuje drekavac;[11]
- I u "Dissension" setu strateške kartaške igre "Magic: The Gathering", gdje postoji karta na kojoj se pojavljuje drekavac u vidu čudnovate zvjeri.[34]

Što se tiče video-igara drekavac se pojavljuje:
- U video-igri "Diablo III" u vidu velike raspadnute životinje sa žutom aurom, koja predvodi krdo čudovišni životinja;
- U video-igri "Devil May Cry" u vidu moćnog čovjekolikog demona mačevaoca koji nosi jarko-crvenu masku i ima sposobnost da se teleportira;
- U video-igri "Final Fantasy XI";
- I u video-igri "Pathfinder Roleplaying Game".[35]

## Vanjske poveznice
- prilog iz programa televizije Radio Televizija Beograd - "Zdrekavac"
- prilog iz programa televizije ATV - "Drekavac u Potkozarju"
- prilog iz emisije Exploziv - "Drekavac u Drvaru"
- "Drekavac" on Cryptids Wiki
- "Drekavac" on It's Something Wiki